# 75 Eurydike
Eurydike (asteroide 75) é um asteróide da cintura principal com um diâmetro de 55,91 quilómetros, a 1,8584923 UA. Possui uma excentricidade de 0,3047786 e um período orbital de 1 596,42 dias (4,37 anos).
Eurydike tem uma velocidade orbital média de 18,21687764 km/s e uma inclinação de 5,00253º.
Esse asteroide foi descoberto em 22 de Setembro de 1862 por Christian Peters. Seu nome vem da personagem da mitologia grega Eurídice.